# Колосов, Стахий Иванович
Ста́хий Ива́нович Ко́лосов (1757—1831) — протоиерей Петропавловского собора, член Российской академии.

## Биография
Родился в семье диакона. По-видимому, родом из Морхово. Стахий был первым представителем семьи, носящим фамилию Колосов (Стахий происходит от греческого слова Στάχυς, означающего «колос»).
Получил образование в Новгородской и Александро-Невской семинариях. После окончании курса Александро-Невской семинарии был в ней учителем латинского, греческого, французского и немецкого языков. В 1784 году стал священником церкви первого кадетского корпуса в Санкт-Петербурге, где служил законоучителем на протяжении 25 лет. В том же 1784 женился на Елизавете Дмитриевне (в девичестве ?, 1766?—1822) родом из Москвы.
В 1798 году получил сан протоиерея. В 1799 году назначен членом Санкт-Петербургской духовной цензуры. 8 декабря 1800 года избран в члены Российской Академии. 22 февраля 1809 года назначен настоятелем Петропавловского собора, определён присутствующим в петербургскую консисторию, стал ректором Санкт-Петербургских духовных училищ и членом конференции духовной Академии.
В декабре 1825 года назначен духовником содержавшихся в Петропавловской крепости декабристов с целью склонить их к покаянию. Как не справившийся с задачей заменён отцом Петром Мысловским. На самом деле образованный и добрый отец Стахий сочувствовал арестованным.
Умер 17 (29) ноября 1831 года. Погребён в крипте Смоленского храма на Смоленском православном кладбище в Санкт-Петербурге.
Был кавалером ордена Св. Анны 2-й степени.

## Семья
- Брат — Василий Иванович Иванов (1756—1815), протоиерей внутреннего храма Зимнего дворца. Его дети носили фамилию Васильевы по отчеству, в том числе Алексей Васильевич Васильев, надворный советник[2].
- Сын — Григорий (1785—1786) умер младенцем
- Сын — Павел (1786?—1839), статский советник Монетного двора
- Дочь — Елена (1787—?)
- Дочь — Елизавета (1792—1792) умерла 4-х месяцев отроду
- Сын — Павел 2-й (1793?—?)
- Дочь — Домна (1796—1797) умерла младенцем
- Дочь — Екатерина (1798—?)[2]